# Papa John Creach

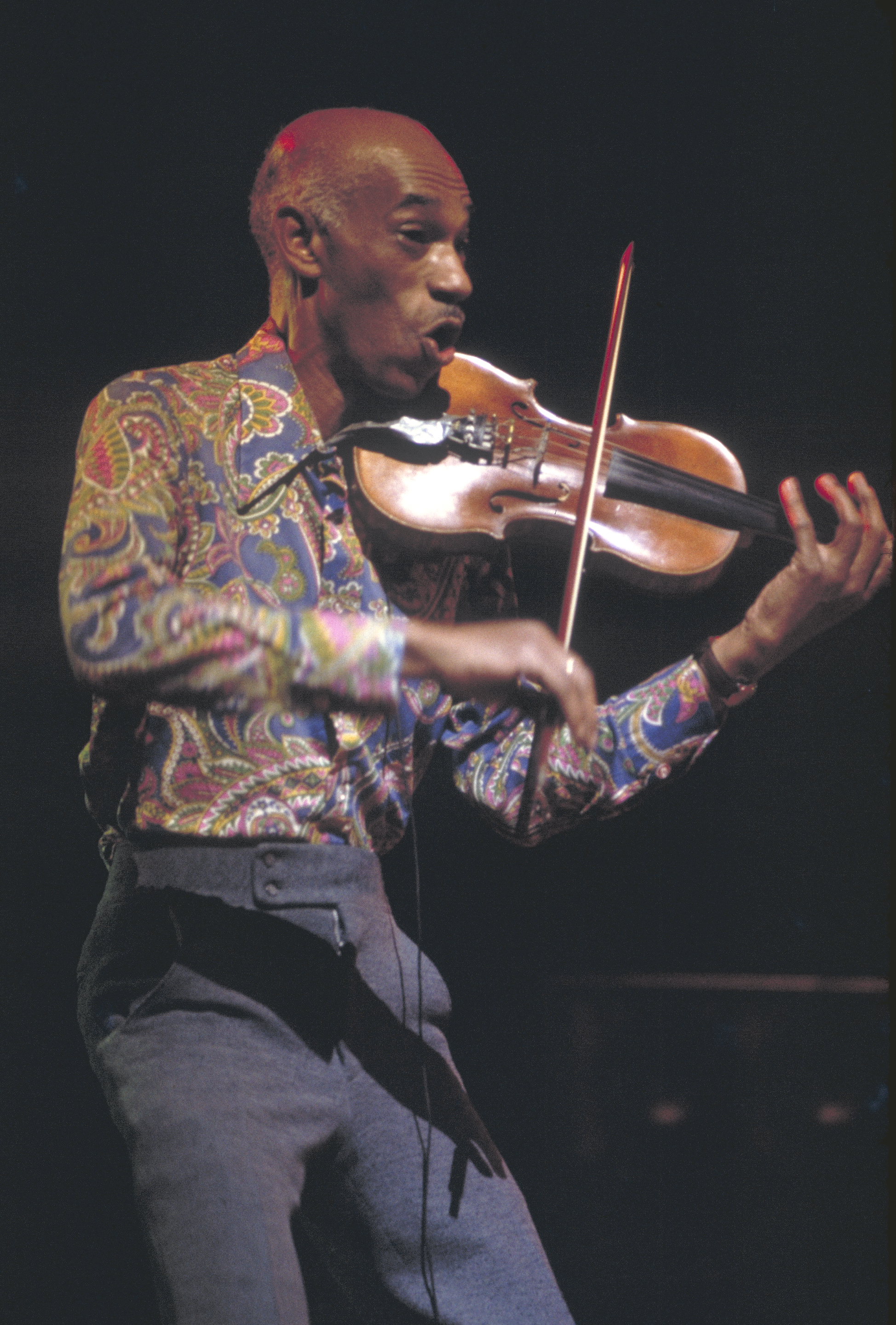
Papa John Creach, 1974

„Papa“ John Creach, bisweilen auch Creech geschrieben, (* 28. Mai 1917 in Beaver Falls, Pennsylvania; † 22. Februar 1994) war ein US-amerikanischer Geiger, der 1970 späte Berühmtheit erlangte, als er mit der Rockband Jefferson Airplane auftrat. Danach spielte er auch bei anderen Rockbands, etwa The Dinosaurs und Hot Tuna.
Creach begann 15-jährig, klassische Musik auf der Geige zu lernen. Als er 18 war, zog die Familie nach Chicago, wo Creach Gastmusiker beim Illinois Symphony Orchestra wurde, während er klassische Violine studierte. Später begann er, in Clubs mit Jazz- und R&B-Bands zu spielen, um Geld zu verdienen. Auch Kirchenmusik gehörte zu seinem Repertoire.
In den 1940ern hatte er ein eigenes Trio, das Johnny Creach Trio (Gitarre, Bass und Geige), das zunächst vor allem in Hotels auftrat, später auch in Bars und Clubs. Zu seinen weiteren Jobs gehörte eine mehrjährige Verpflichtung auf einem Kreuzfahrtschiff.
In Los Angeles lernte er Joey Covington kennen, der später Schlagzeuger bei Jefferson Airplane wurde. Covington machte ihn mit Marty Balin von Jefferson Airplane bekannt, der Creach einlud, im Oktober 1970 mit der Band in San Francisco aufzutreten. Der Erfolg führte zu einer gemeinsamen Tour und späteren Auftritten mit anderen Rockbands, darunter The Dinosaurs und vor allem Hot Tuna. 1993 war er noch einmal mit Jefferson Starship in Europa auf Tournee.
Creach hatte auch einen Auftritt in dem Kinofilm Ein Aufstand alter Männer.